# Flugplatz Kirkjubæjarklaustur

i8
i11
i13
Der Flugplatz Kirkjubæjarklaustur (ICAO-Code: BIKL)  liegt im Süden von Island in der Gemeinde Skaftárhreppur.
Dieser Flugplatz liegt etwa 2,5 km östlich des Ortes Kirkjubæjarklaustur nördlich des Flusses Skaftá.
Schon 1952 war auf dem Gebiet Stjórnarsandur ein Flugplatz mit drei Start- und Landebahnen in unterschiedlichen Richtungen verzeichnet.
Er wurde in den 1960er Jahren etwa einmal wöchentlich mit Douglas DC-3 angeflogen, die zwischen Reykjavík und Höfen flogen.
Damals gab es noch keine durchgehende Straßenverbindung nach Höfn.
Nach der Fertigstellung der Brücke Skeiðarárbrú 1974 wurden die Zwischenlandungen hier eingestellt.
Der Flugplatz in seiner jetzigen Form wurde 1983 in Betrieb genommen.

Er verfügt über eine Landebahn 08/26 mit einer Länge von 799 m und einer Breite von 26 m mit Schotteroberfläche.
Der Flugplatz ist bei der isländischen Luftfahrtbehörde Isavia verzeichnet. 